# Marcos Ciani
Marcos Ciani (Rufino, provincia de Santa Fe, 3 de abril de 1923 - Venado Tuerto, 14 de julio de 2007) fue un piloto de automovilismo argentino.

## Biografía

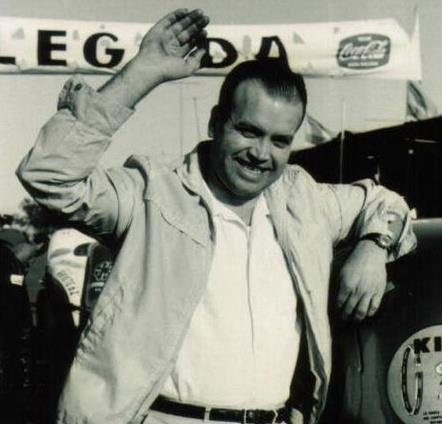
Marcos Ciani junto a su automóvil Dodge "La Llamarada"

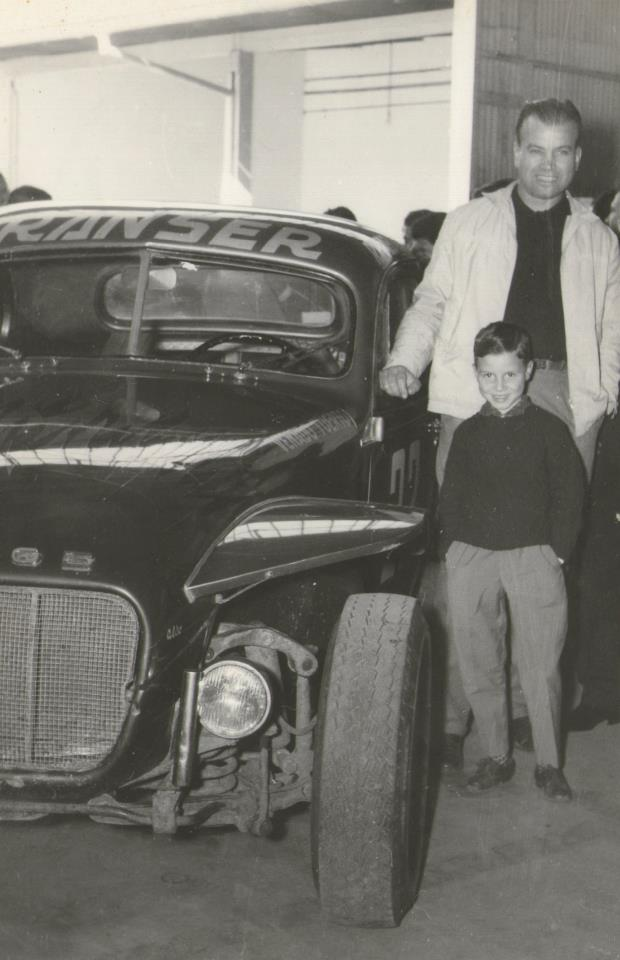
Marcos Ciani en su taller - junto a un niño

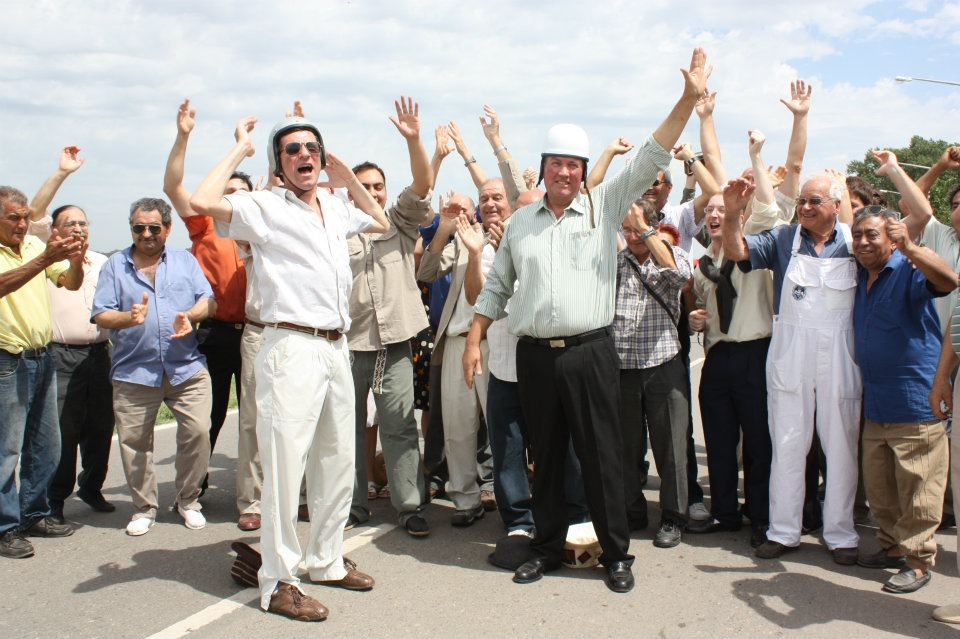
Marcos Ciani II: La vuelta de Santa Fe - Emilio Gianini (como Marcos Ciani) y Miguel Lerotich (como Normando "Mamadera" Sartori) festejan con el público

Marcos Ciani nació el 3 de abril de 1923 en la localidad de Rufino provincia de Santa Fe. Aunque fue inscripto su nacimiento el 10 de abril, tal como se lo declarara al periodista deportivo Juan Carlutti a principios de los años 90. Este periodista es nativo de Elortondo, pequeño pueblo distante 30 km de Venado Tuerto, que a los 8 años de edad se mudó a San Miguel, Buenos Aires, y que viviendo en Elortondo disfrutó de un paseo en el auto de Marcos Ciani; experiencia que siempre tuvo presente.
A los 13 años, "El Sapito" se radicó en Venado Tuerto, con la pasión por el automovilismo como premisa esencial de su vida. 
Poco a poco comenzó a despertar su interés en el Turismo Carretera, su primera victoria fue en la Vuelta de Olavarría (Buenos Aires) el 9 de abril de 1950, curiosamente en la edición Nº 1 de la que luego sería una tradicional competencia de Turismo Carretera, los pagos de los hermanos Dante y Torcuato Emiliozzi, con quien, entre otros tantos como Juan Gálvez y Oscar Alfredo Gálvez, Juan Manuel Fangio, Marimón, Félix Peduzzi, Ernesto Petrini, Carlos Menditeguy, Rodolfo de Alzaga, Ángel Rosel Meunier y Jesús Ricardo Risatti. Esta victoria, lo ubicaría como el ganador número 24 del historial del Turismo Carretera.
Notables fueron sus primeras intervenciones en el Turismo Carretera, la única categoría en que participó a lo largo de su carrera deport iva. Son 17 los triunfos obtenidos, 13 con Chevrolet en una época con predominio de Ford y, finalmente, 4 con Dodge. Su triunfo más resonante fue el del Gran Premio de 1957.
Ciani tuvo interesantes disputas, una de las más memorables fue cuando venció por pocos segundos a los "gringos" en la Vuelta de Santa Fe, que se corrió el 23 de mayo de 1965, arribando ambos autos, el Dodge y el Ford, juntos a la meta.
Fue ganador, además de la citada 1ª Vuelta de Olavarría, de las Mil Millas de 1950 (disputada en 1951), varias veces la Vuelta de Santa Fe (1952, 1960, 1961 y 1965), de las 500 Millas Mercedinas, en Villa Carlos Paz, Necochea y Hugues, en 1964, y varias etapas de Grandes Premios. Marcos Ciani aparte de muy buen piloto sabía mucho de mecánica y eso lo ayudó en su magnífica trayectoria como piloto.
Marcos Ciani, falleció a la edad de 84 años, el 14 de julio de 2007 en su casa de Venado Tuerto, provincia de Santa Fe, siendo enterrado al día siguiente en el cementerio privado Parque Otoñal de dicha ciudad.
Un tramo de la Ruta Nacional N.º 8, en zona urbanizada, lleva su nombre como un merecido homenaje de la comunidad venadenses a este gran protagonista del deporte motor que con su humildad, compañerismo, enalteció a esta ciudad que al día de hoy lo lleva en su memoria.

## Marcos Ciani, Pasa una Estrella
En el año 2008 el productor venadense Claudio Paliukas presentó en sociedad "Marcos Ciani: Pasa una Estrella", un video - documental donde amigos, familiares, mecánicos, corredores y el mismo protagonista repasaban durante casi dos horas la vida del ídolo de Chevrolet y Dodge. 
Luego del estreno, en las instalaciones del Centro Cultural Municipal de Venado Tuerto (a sala llena), llegó el reconocimiento del trabajo audiovisual en todo el país, y se superaron todas las expectativas de propios y ajenos al ver como la gente adquirió en solo una semana más de 500 copias originales del documental sin previa publicidad, quedando demostrado que la figura de Marcos Ciani estaba más vigente que nunca.
Fue en la noche del estreno cuando las más de 800 personas pidieron la segunda parte, el encargado de transmitir la iniciativa en ese momento arriba del escenario, fue el escritor Máximo Roberto.
Sinopsis:
Desde niño en su Rufino natal Marquitos juega a ser mecánico en el galpón de su padre, poco tiempo después, en Venado Tuerto comienza a trabajar en distintos talleres y de a poco se gana la confianza de sus pares y patrones. Pero su fuerza va más allá, se convierte en uno de los pilotos más jóvenes del TC y no tarda en acaparar la atención de la prensa, el público y sus rivales.
Los logros van llegando, pero en el momento más glorioso del piloto un accidente lo aleja de la competencia. Marcos Ciani comenzará la carrera más difícil: ganarle a la muerte y al olvido

## Marcos Ciani 2: La vuelta de Santa Fe
Luego de la producción “Marcos Ciani, Pasa una Estrella”, Paliukas Producciones Audiovisuales, planificó, como parte de un merecido homenaje, la secuela del anterior proyecto.
En esta segunda entrega, se trata “La Vuelta de Santa Fe”, la tradicional competencia automovilística que recorrió la provincia de punta a punta, atravesando pueblos y ciudades, dejando una marca en cada lugar por donde pasó, anécdotas, heroicas historias, algunas que ya son leyenda o mitos urbanos.
Fue en la Vuelta del 1965  cuando se produjo un hecho insólito, algo único en la historia del automovilismo mundial; Marcos Ciani figura emblemática de la competencia por representar a la ciudad organizadora (Venado Tuerto), y los hermanos Emiliozzi, oriundos de la localidad Olavarría (Provincia de Buenos Aires), se disputaban en esta carrera la tan preciada “Copa de Oro”, eran los dos únicos competidores que tenían la posibilidad de ganarla, debido a los puntajes acumulados por ambos en otras competencias. Ciani y los “Tanos”, ese día dieron un espectáculo inolvidable para todos los presentes; luego de varios problemas, abandonos, despistes y pinchaduras de neumáticos, corrieron las dos cupecitas a la par, el público se volvió loco,  no lo podía creer, fue histórico. Finalmente llegaron a la meta cabeza a cabeza, con una leve ventaja de Marcos Ciani que se consagró campeón indiscutido de la carrera y pasó a la posteridad, este momento quedó inmortalizado en una foto que recorrió el país y el mundo en las primeras planas de los tabloides.
A fines de 2009 comenzó la preproducción de Marcos Ciani II, la Vuelta de Santa Fe. En julio de 2010 se inició la etapa de entrevistas, y al día de la fecha se entrevistaron a más de 40 personas que en su vida compartieron momentos Con Marcos Ciani, o vivieron la historia como protagonistas directos o indirectos.
Para reflejar el sentimiento de esta histórica carrera, se recorrieron distintas localidades como: Rosario; Santa Fe; Buenos Aires; Villa Cañás; Elortondo; Córdoba; Mar del Plata; Melincué; Chañar Ladeado; Venado Tuerto; Santa Isabel, entre otras. 
Entre los entrevistados se encuentran los acompañantes de Marcos Ciani, Eusebio Semperena; Normando “Mamadera” Sartori; Francisco “Nene” Giovagnoli y Carlos Galante. Por otra parte, periodistas y amigos de Marcos, como Enrique Ganem; Daniel Cingolani, Alberto Borello, Hilmar Long; Juan Bautista Carlutti; Alejandro Halek; y muchos más.
En septiembre de 2010 comenzó la filmación en ficción; en diciembre de ese mismo año se presentó el proyecto con adelantos a la prensa y autoridades locales y provinciales.
En 2011 se redobló la apuesta y se realizaron entrevistas a nivel nacional, y se logró un diálogo exclusivo con Carlos Alberto Reutemann; el reconocido corredor José Froilán González y Roberto Gálvez; entre otros. 
El 31 julio, nuevamente se retornó a la ficción; se filmó la fiesta de coronación, emulando las instalaciones del club Jorge Newbery de Venado Tuerto y recreando uno de los característicos bailes organizados por ese club con la participación de casi 200 actores.
El 27 de noviembre, en un importante despliegue, se reunió a los iconos del deporte motor de 1965, los dos vehículos que protagonizaron la histórica llegada de la vuelta de Santa Fe de ese año, respetando hasta el último detalle para que la recreación sea perfecta. Este año (2012), también dejaron sus testimonios Luis Landriscina y Oscar “Cacho” Fangio.
A nivel nacional, la producción venadense llegó a distintos diarios, medios digitales, revistas del deporte motor y blogs que rescatan historias del Turismo Carretera, entre ellos se destacan la Revista Campeones; el portal Infoeme de Olavarría; La Capital de Rosario y el renombrado sitio de internet www.historiatc.com.ar entre otros. Por otra parte, los vídeos relacionados al backstage del documental superaron las 660 reproducciones en el portal de vídeos multimedia más grande del mundo, Youtube.
Actualmente el video documental se encuentra en posproducción, donde se sintetizarán más de 80 horas de grabación entre ficción y entrevistas; se seleccionarán entre más de 1000 fotografías las más representativas; y se incorporarán fragmentos inéditos de la última entrevista en vida realizada a Marcos Ciani.